# Лоджонг
Ложонг ( тиб. བློ་སྦྱོང་, транслітерація Вайлі: blo sbyong, інколи Лоджонг) — це практика тренування розуму в тибетській буддистській традиції, яка базується на низці афоризмів, які сформулював у XII-му столітті Чекава Єше Дордже. Ця практика навчає як вдосконалювати та очищати свої мотивування та відношення.
П'ятдесят дев'ять гасел, які складають вихідний текст цієї практики тренування розуму, становлять набір «протиотрут» для небажаних розумових звичок, які спричиняють страждання. Серед цих гасел є як методи розширення власної перспективи щодо абсолютної бодгічітти, наприклад «Знайди свідомість, яку ти мав до народження» та «Стався до всього, що ти сприймаєш чуттями, як до сну», так і методи розуміння світу більш конструктивним чином за допомогою відносної бодгічітти, наприклад «Будь вдячний кожному» і «Коли щось піде не так, стався до цієї невдачі як до способу пробудитися.»
Серед провідних вчителів, які популяризували цю практику на Заході, є Пема Чодрон, Кен МкЛеод, Алан Воллес, Чог'ям Трунгпа, Соґ'ял Рінпоче, Келсанг Ґ'яцо, Норман Фішер та Далай-лама XIV.

## Історія практики
Практику тренування розуму ложонг було розвинено протягом 300-річного періоду між 900 і 1200 роками н.е., як частину школи Буддизму Магаяна. Атіша (982–1054 рр. н.е.), бенгальський майстер медитації, зазвичай вважається джерелом цієї практики. Вона описана в його книзі Лампа на шляху до просвітлення (Бодгіпатгапрадіпа). Ця практика базується на його навчаннях з суматрійським вчителем, Дгармакірті (Тиб. Серлінгпа, Вайлі: gser gling pa), та індійським вчителем Дгармаракшіта, видатним вчителем у Одантапурі та автором тексту Колесо гострої зброї. Обидва тексти є широко відомі у тибетському перекладі. Кажуть, що третій основний вчитель ложонгу Атіші був молодший Кусалі, також знаний як Маітрійоґі. 
Атіша здійснив подорож до Суматри і навчався з Дгармакірті впродовж 12 років. Тоді він повернувся вчителювати до Індії, але в похилому віці прийняв запрошення бути вчителем у Тибеті, де він залишився на решту свого життя. 
Одна історія розповідає, що Атіша почув, що жителі Тибету є дуже приємними і з ними легко порозумітися. Замість того, щоб втішитися, він почав хвилюватися, що у нього не буде достатньо негативних емоцій, з якими він міг би працювати у своїх практиці тренування розуму. Тому він взяв зі собою свого незгідливого бенгальського прислужника, який його безупинно критикував і з яким було важко проводити час. Тибетські вчителі тоді зазвичай жартують, що коли Атіша прибув до Тибету, він зрозумів, що не було потреби так хвилюватися. 
Афоризми про тренування розуму в сучасному вигляді були записані Чекава Єше Дордже (1101–1175 рр. н.е.). Згідно з однією розповіддю, Чекава побачив якийсь текст на ліжку свого товариша по келії і відкрив його на фразі: "Винагорода та перемога іншим, програш та поразка собі". Ця фраза запала йому в душу і він вирішив знайти її автора, Ланґрі Танґпа (1054–1123). Дізнавшись, що той вже помер, він пішов на 12-и літнє навчання до одного зі студентів Ланґрі, Шарава Йонтен Драк,. 
Існують твердження, що за допомогою тренування розуму Чекава лікував проказу. Згідно з однією розповіддю, він пішов жити у колонію до прокажених і практикував разом з ними. Через якийсь час багато з них вилікувалося, тоді прийшло більше прокажених, а зрештою люди без прокази теж зацікавилися цією практикою. Інша популярна історія про Чекаву і тренування розуму розповідає про його брата і як, внаслідок тренування, він став значно добрішою людиною. 

## Первісний текст
Первісна практика ложонгу складається з 59 гасел, або афоризмів. Ці гасла організовані у 7 груп, які називаються "7 пунктів ложонгу". Нижче наведені всі гасла по категоріях, які було перекладено на англійську Комітетом перекладу Наланди під наглядом Чоґ'яма Трунґпи. (Пер. з англ. здійснено автором цієї статті.) Цей перелік гасел перекладено зі старовинних санскритських та тибетських текстів і він може дещо відрізнятися від інших перекладів. Багато сучасних ґуру та експертів написали розширені коментарі, які пояснюють текст та гасла ложонгу.

Пункт один: Початки, які є основою практики дгарми
Гасло 1. Спочатку, тренуйся у вступній дисципліні; Чотири нагадування.  Часом також називається "Чотири думки".
1. Завжди пам'ятайте про цінність людського життя.
2. Пам'ятайте те, що життя закінчується; смерть приходить до кожного; Непостійність.
3. Пам'ятайте: що б ви не робили, добре воно чи ні, все має свій наслідок; Карма.
4. Розмірковуйте над тим, що допоки ваш фокус надмірно спрямований на самоважність і надто зациклений на тому, чи добрий ви, чи поганий, ви переживатимете страждання. Зациклення на тому, що ви хочете отримати чи осягнути, або уникання того, чого ви не хочете, не приведе до щастя; Еґо.
Пункт два: Основна практика, тренування бодгічітти.
Абсолютна бодгічітта
Гасло 2. Ставтеся до всіх дгарм як до сну; хоча досвід може видаватися доволі сутнісним, вони є всього лиш минаючими спогадами.
Гасло 3. Розгляньте природу нерожденної свідомості.
Гасло 4. Самозвільніться навіть від протиотрути.
Гасло 5. Спочивайте у природі алаї, сутності, теперішнього моменту.
Гасло 6. Після медитації, будьте дитям ілюзії.
Відносна бодгічітта
Гасло 7. Посилання та приймання потрібно практикувати почергово. Ці два повинні їздити з диханням (інакше кажучи, практика тонґлен).
Гасло 8. Три об'єкти, три отрути, три корені чесноти - Три об'єкти - це друзі, вороги та нейтральні. Три отрути - це бажання, відраза та байдужість. Три корені чесноти - це протиотрути.
Гасло 9. У всій діяльності, тренуйтеся за допомогою гасел.
Гасло 10. Почніть ланцюжок посилання та приймання з себе.
Пункт три: Перетворення поганих обставин у шлях до просвітлення. 
Гасло 11. Коли світ наповнений злом, перетворіть всі невдачі у шлях просвітлення (бодгі).
Гасло 12. Зберіть усі звинувачення в одне.
Гасло 13. Будьте вдячні кожному.
Гасло 14. Дивіться на заплутаність як на чотири каї неперевершеного захисту шуньяти.
Каї є такі: Дгармакая, самбгогакая, нірманакая, швабгавікакая. Думки не мають місця народження, вони невпинні, вони не сутнісні, і ці три ознаки є взаємопов'язані. Шуньята - це "повна відкритість".
Гасло 15. Чотири практики є найкращими методами.
Чотири практики: Збирати заслуги, припиняти злі вчинки, давати донам, давати дгармапалам.
Гасло 16. Що би раптово не сталося, почніть медитувати.
Пункт чотири: Показувати використання практики у цілому житті. 
Гасло 17. Практикувати п'ять сил, сконденсовані інструкції для серця. 
П'ять сил: рішучість, ознайомленість, позитивні зерна, дорікання, прагнення.
Гасло 18. Інструкція Магаяни щодо перенесення свідомості при смерті - це п'ять сил: це важливо, як ви себе поводите. 
Коли ви помираєте, практикуйте 5 сил.
Пункт п'ять: Оцінювання тренування розуму
Гасло 19. Вся дгарма погоджується щодо одного - Всі буддистські вчення зосереджені на зменшенні свого еґо, свого самозациклення.
Гасло 20. З двох свідків, виберіть основного. - Ви знаєте себе краще, ніж хто-небудь інший.
Гасло 21. Завжди притримуйтесь лише радісного розуму.
Гасло 22. Якщо ви можете практикувати навіть тоді, коли ви незосереджений, ви добре натренований.
Пункт шість: Дисципліни тренування розуму
Гасло 23. Завжди дотримуйся трьох основних принципів - Присвята своїй практиці, утримування від скандальної поведінки, розвиток терплячості.
Гасло 24. Зміни своє ставлення, але залишайся природним. - Зменшіть чіпляння за еґо, але будьте собою.
Гасло 25. Не розказуйте про поранені кінцівки - Не отримуйте насолоди від роздумів про недоліки інших.
Гасло 26. Не думайте про інших - Не отримуйте насолоди від роздумів про слабкості інших.
Гасло 27. Спочатку працюйте з найгіршими вадами - Перш за все, працюйте зі своїми найбільшими перешкодами.
Гасло 28. Покиньте будь-яку надію на результат - Не зациклюйтесь на тому, яким ви будете в майбутньому, залишайтеся в теперішньому моменті.
Гасло 29. Покиньте споживати отруйну їжу.
Гасло 30. Не будьте таким передбачуваним - Не тримайтеся за образи.
Гасло 31. Не злословте про інших.
Гасло 32. Не чекайте в засідці - не чекайте на проявлення слабкостей інших, щоб напасти на них.
Гасло 33. Не доводьте справ до болючого - Не принижуйте інших.
Гасло 34. Не перекладайте вантажу з вола на корову - Візьміть за себе відповідальність.
Гасло 35. Не намагайтеся бути найшвидшим - Не змагайтеся з іншими.
Гасло 36. Не дійте з зачіпкою - Робіть добрі справи без того, щоб витягувати для себе користь.
Гасло 37. Не робіть демонів з богів - Не вживайте цих гасел чи вашу духовність для того, щоб збільшити свою самозацикленість.
Гасло 38. Не використовуйте біль інших як засіб для досягнення власного щастя.
Пункт сім: Напрямні щодо тренування розуму
Гасло 39. Вся діяльність має відбуватися з одним наміром.
Гасло 40. Виправляйте всі прогрішення з одним наміром.
Гасло 41. Два заняття: одне на початку, інше при кінці.
Гасло 42. Яке б з двох не трапилося, зберігайте терплячість.
Гасло 43. Дотримуйтесь обох, навіть під ризиком власного життя.
Гасло 44. Тренуйтеся в трьох перешкодах.
Гасло 45. Прийміть три основні причини: вчитель, дгарма, санґга.
Гасло 46. Вважайте, щоб три ніколи не зникли: вдячність вчителеві, цінування дгарми (вчення) і правильна поведінка.
Гасло 47. Тримайте всі три нероздільними: тіло, мовлення, розум.
Гасло 48. Тренуйтеся без упереджень у всіх ділянках. Це важливо, щоб завжди робити це всюди і від щирого серця.
Гасло 49. Завжди медитуйте над тим, що викликає відразу.
Гасло 50. Не піддавайтеся зовнішнім обставинам.
Гасло 51. Цього разу, практикуйте основні пункти: інші понад собою, дгарма, пробудження співчуття.
Гасло 52. Не робіть хибних інтерпретацій.
Шість речей, які можна хибно інтерпретувати - це терплячість, прагнення, захоплення, співчуття, пріоритети та радісність. Ви терплячий, коли ви дістаєте те, що хочете, але не тоді, коли це важко зробити. Ви прагнете світських речей, замість того, щоб прагнути відкритого серця і розуму. Ви захоплюєтесь заможністю та розвагами, замість того, щоб захоплюватися своїм потенціалом до просвітлення. Ви маєте співчуття до тих, хто вам подобається, але не до тих, кого не любите. Ваш пріоритет - це набуття статків, а не культивування любові та доброти і співчуття. Ви відчуваєте радість, коли вороги страждають, і не радієте успіхам інших. 
Гасло 53. Не вагайтесь(у своїй практиці ложонгу).
Гасло 54. Тренуйтеся щиросердно.
Гасло 55. Визволіть себе шляхом розглядання та аналізу: Знайте свій розум з відвертістю та безстрашністю.
Гасло 56. Не потоніть у жалю до себе.
Гасло 57. Не будьте заздрісним.
Гасло 58. Не будьте легковажним.
Гасло 59. Не сподівайтеся аплодисментів.

## Читати далі
- McLeod, Ken. Mind Training in Seven Points: Root Text. UnfetteredMind.org. Архів оригіналу за 27 грудня 2014. Процитовано 2 жовтня 2014.
- Shamar Rinpoche. The Seven Points of Mind Training of Atisha. Sharmapa.org. Архів оригіналу за 30 серпня 2014. Процитовано 2 жовтня 2014.